# سارة حسن
سارة حسن ( 1982 -)، ممثلة سعودية. ولدت لأب سعودي وأم بحرينية.

## أعمالها

### المسلسلات
- 2009: قلوب للإيجار.
- 2011: وجع الانتصار.
- 2012: ملحق بنات.
- 2015: مبتعثات.
- 2016: شباب البومب 5.

### من الأفلام
- 2010: 678
- 2012: قلب فتاة